# Jipponörs revet
Jipponörs revet är en ö i Åland (Finland). Den ligger i Skärgårdshavet och i kommunen Brändö i landskapet Åland, i den sydvästra delen av landet. Ön ligger omkring 80 kilometer nordöst om Mariehamn och omkring 210 kilometer väster om Helsingfors.
Öns area är 2,3 hektar och dess största längd är 290 meter i sydöst-nordvästlig riktning.